# Abbazia di Rolduc

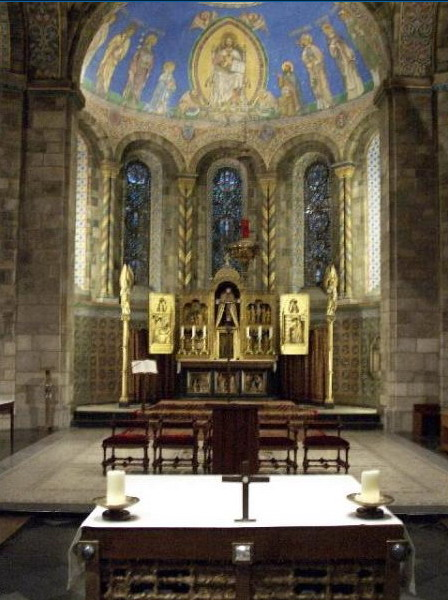
Chiesa abbaziale di Rolduc - interni

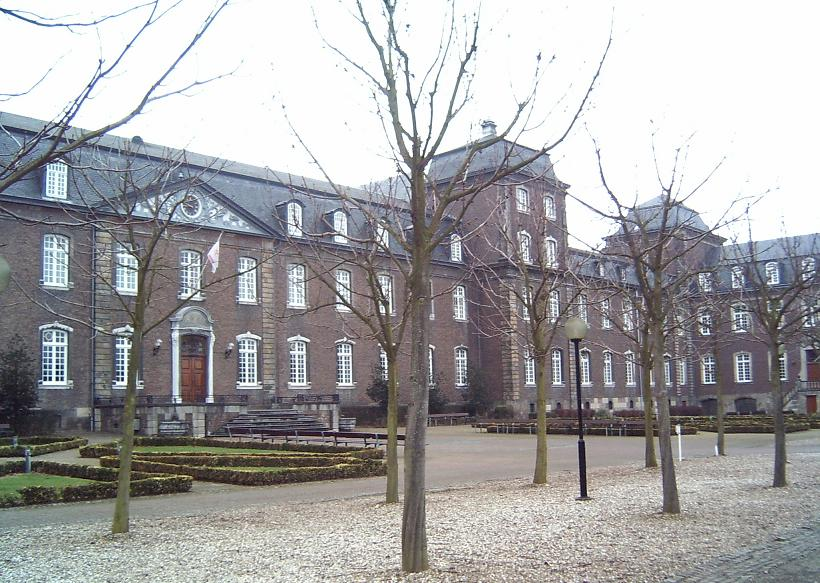
Rolduc. Ala Moretti, 1753

L'abbazia di Rolduc era un'abbazia medievale di Kerkrade, nei Paesi Bassi, oggi un seminario cattolico ed un centro conferenze. L'abbazia è oggi un rijksmonument e fa parte dei 100 monumenti storici dei Paesi Bassi, individuati nel 1990 dal Dipartimento per la conservazione.

## Storia
Nel 1104, un giovane prete di nome Ailbertus di Antoing fondò l'abbazia agostiniana nella terra di Rode, vicino al fiume Wurm. L'abbazia venne chiamata Kloosterrade, che successivamente divenne 's-Hertogenrade (in francese: Rode-le-Duc o Rolduc). Venne costruito sull'opposta riva del Wurm rispetto al castello ducale. Ailbertus morì nel 1111 e le sue ossa vennero successivamente interrate nella cripta. Nel 1136 la terra di Rode, compresa l'abbazia, cadde nelle mani dei duchi di Limburgo e Kloosterrade divenne la loro chiesa di famiglia.
Diversi duchi di Limburgo sono stati inumati a Rolduc, come Valerano III, il cui cenotafio si trova nella navata della chiesa. Durante il XII e il XIII secolo l'abbazia andò incontro ad un periodo di grande splendore e fondò diverse altre comunità. Nel 1250 l'abbazia possedeva più di 3.000 ettari di terra.
Durante il XIV, XV e XVI secolo i tempi furono più difficili per l'abbazia, sia in termini spirituali, sia materiali. Gli edifici vennero gravemente danneggiati durante la guerra degli ottant'anni. Dal punto di vista materiale, l'abbazia ricominciò a prosperare nel tardo XVII secolo, quando le entrate vennero generate dallo sfruttamento della miniera di carbone. Intorno al 1775, Rolduc impiegava trecentocinquanta minatori.
L'abbazia venne dissolta dai francesi nel 1796 e gli edifici rimasero vuoti per 35 anni. Nel 1815, quando venne costituito il regno d'Olanda (vedi Congresso di Vienna), il confine venne stabilito attraverso l'antica terra di Rode, che separa l'abbazia dal castello. La parte orientale (tra cui il castello) è diventata Prussia Herzogenrath e la parte occidentale (tra cui l'abbazia) entrarono a far parte del comune olandese di Kerkrade.
Nel XIX secolo Rolduc è diventato un collegio famoso gestito dai gesuiti e un seminario della diocesi di Roermond. Molti influenti olandese cattolici (ad esempio, lo scrittore Lodewijk van Deyssel e il riformatore sociale Alphons Ariens) studiarono a Rolduc. L'antica abbazia è oggi una scuola secondaria (Charlemagne College, ex College Rolduc), un seminario cattolico e il Rolduc Congress Center.

## Descrizione

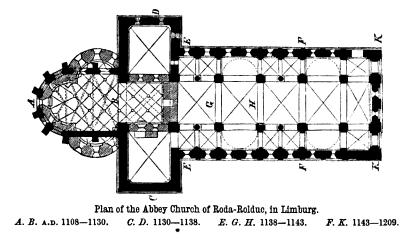
Pianta della chiesa abbaziale.

La chiesa abbaziale del XII secolo è un esempio di arte mosana. La cripta e il coro hanno un modello a quadrifoglio. L'interno della chiesa e la cripta hanno dei capitelli riccamente scolpiti. Notevole è il fatto che le colonne della cripta hanno un disegno differente. Nel 1853, il giovane architetto Pierre Cuypers ricevette l'incarico di ripristinare la cripta e per quanto possibile l'aspetto romanico originale.
I chiostri sono principalmente del XVIII secolo. La biblioteca ha una ricca decorazione rococò e un'importante collezione di libri. Durante il Medioevo, la biblioteca di Rolduc era una delle più famore nel territorio della regione della Mosa. La storia dell'abbazia è registrata negli Annales Rodenses, una cronaca sugli anni dal 1104 al 1157.
I dipinti sull'altare maggiore sono del pittore nazareno Matthias Goebbels.